# کارآگاهان خصوصی (فیلم ۲۰۰۷)
کارآگاهان خصوصی (اسپانیایی: Mataharis‎) یک فیلم درام اسپانیایی است به کارگردانی ایسیار بولائین که در سال ۲۰۰۷ منتشر شد.

## بازیگران
- نایوا نیمری
- نوریا گونسالس
- تریستان اوجوا
- فرناندو کایو
- آنتونیو د لا توره
- دیه‌گو مارتین
- ماریا باسْکِـس
- آشا بیاگران
- آنتونیو دوران موریس